# برلیز
برلیز (به فرانسوی: Berlise) یک کمون در فرانسه است که در ان (ا-دو-فرانس) واقع شده‌است. برلیز ۶٫۵۹ کیلومتر مربع مساحت دارد ۱۲۵ متر بالاتر از سطح دریا واقع شده‌است.